# Dicerura adunca
Dicerura adunca är en tvåvingeart som beskrevs av Art Borkent 1990. Dicerura adunca ingår i släktet Dicerura och familjen gallmyggor.
Artens utbredningsområde är Ontario. Inga underarter finns listade i Catalogue of Life.